# Chelsea Football Club 1971-1972
Questa voce raccoglie le informazioni riguardanti il Chelsea Football Club nelle competizioni ufficiali della stagione 1971-1972.

## Stagione
Il campionato inglese inizia il 14 agosto 1971 e il Chelsea comincia con uno 0-3 contro l'Arsenal, un 2-3 contro il Manchester United, un 2-2 contro il Manchester City, uno 0-2 contro l'Everton, un 2-1 contro l'Huddersfield Town, un 1-0 contro il West Bromwich Albion, un 3-3 contro il Coventry City, un 1-2 contro il West Ham United, un 1-1 contro il Derby County, uno 0-1 contro lo Sheffield United, un 3-1 contro il Wolverhampton Wanderers, uno 0-0 contro il Liverpool, un 1-2 contro l'Arsenal, un 3-0 contro il Southampton, un 1-1 contro il Leicester City, un 2-0 contro il Nottingham Forest, un 1-0 contro lo Stoke City, un 3-2 contro il Crystal Palace FC, un 1-0 contro il Tottenham Hotspur, 0-0 contro Newcastle United e Leeds United, un 1-1 contro il Coventry. Il campionato prosegue con l'ottenimento di un 2-0 contro l'Ipswich Town, uno 0-1 contro il Derby County, un 2-2 contro l'Huddersfield Town, un 1-0 contro il Manchester United, un 4-0 contro l'Everton, un 2-1 contro il Leicester, uno 0-0 contro il Liverpool, un 1-2 contro il Nottingham, uno 0-1 contro il Manchester City, un 3-1 contro il West Ham, un 2-0 contro lo Sheffield, 2-1 contro Ipswich e Crystal Palace, un 2-0 contro il Wolverhampton Wanderers, uno 0-3 contro il Tottenham, un 2-2 contro il Southampton, un 3-3 contro il Newcastle, un 2-0 contro lo Stoke, uno 0-4 contro il West Bromwich e uno 0-2 contro il Leeds. Il campionato termina quindi con il raggiungimento della settima posizione finale.
Il Chelsea inizia l'FA Cup dal terzo turno, dove batte il Blackpool 1-0, nel quarto turno vince 3-0 contro il Bolton Wanderers, nel quinto viene battuto 1-3 dal Leyton Orient FC.
Il club londinese inizia la Football League Cup dal secondo turno, dove batte 2-0 il Plymouth Argyle, nel terzo pareggia 1-1 contro il Nottingham, nel replay lo batte 2-1. Nel quarto turno pareggia 1-1 contro il Bolton, nel replay lo batte 6-0, nel quinto batte 1-0 il Norwich City. In semifinale batte 3-2 all'andata e pareggia 2-2 al ritorno contro il Tottenham, mentre in finale viene battuto 2-1 dallo Stoke.
In Coppa delle Coppe il Chelsea incontra nel primo turno il Jeunesse Hautcharage, che batte 8-0 all'andata e 6-0 al ritorno. Nel secondo turno pareggia 0-0 all'andata e 1-1 al ritorno contro il Åtvidabergs FF, venendo poi eliminato per il lancio della monetina.

## Maglie e sponsor
Nella stagione 1971-1972 del Chelsea non sono presenti né sponsor tecnici né main sponsor. La divisa primaria è costituita dalla maglia blu con colletto a girocollo, calzoncini blu e calzettoni bianchi. In finale di Football League Cup e in occasione di partite che prevedono scontri con squadre con calzettoni bianchi viene usata una variante caratterizzata da calzettoni gialli. Un'altra divisa casalinga alternativa è costituita da maglia blu con colletto a polo giallo, calzoncini e calzettoni blu. La divisa da trasferta è formata da una maglia gialla a girocollo, pantaloncini blu e calzettoni gialli e righe blu come decorazione nella parte superiore.
| Casa | Casa alternativa | Finale Football League Cup | Trasferta |

## Rosa
Rosa e numerazione sono aggiornati al 31 maggio 1972.
| N. |                        | Ruolo | Calciatore      |
| -- | ---------------------- | ----- | --------------- |
|    | Inghilterra (bandiera) | P     | Peter Bonetti   |
|    | Galles (bandiera)      | P     | John Phillips   |
|    | Inghilterra (bandiera) | P     | Steve Sherwood  |
|    | Irlanda (bandiera)     | D     | John Dempsey    |
|    | Inghilterra (bandiera) | D     | Micky Droy      |
|    | Inghilterra (bandiera) | D     | Ron Harris      |
|    | Inghilterra (bandiera) | D     | Marvin Hinton   |
|    | Scozia (bandiera)      | D     | Stewart Houston |
|    | Scozia (bandiera)      | D     | Eddie McCreadie |
|    | Irlanda (bandiera)     | D     | Paddy Mulligan  |

| N. |                        | Ruolo | Calciatore     |
| -- | ---------------------- | ----- | -------------- |
|    | Inghilterra (bandiera) | D     | David Webb     |
|    | Scozia (bandiera)      | C     | John Boyle     |
|    | Scozia (bandiera)      | C     | Charlie Cooke  |
|    | Scozia (bandiera)      | C     | John Hollins   |
|    | Inghilterra (bandiera) | C     | Alan Hudson    |
|    | Inghilterra (bandiera) | A     | Tommy Baldwin  |
|    | Inghilterra (bandiera) | A     | Peter Houseman |
|    | Inghilterra (bandiera) | A     | Ian Hutchinson |
|    | Inghilterra (bandiera) | A     | Peter Osgood   |

## Calciomercato
| Partenze | Partenze        | Partenze       | Partenze |
| R.       | Nome            | a              | Modalità |
| -------- | --------------- | -------------- | -------- |
| A        | Derek Smethurst | Millwall       | ?        |
| A        | Keith Weller    | Leicester City | ?        |

## Statistiche

### Statistiche di squadra
| Competizione        | Punti | Totale | Totale | Totale | Totale | Totale | Totale |
| Competizione        | Punti | G      | V      | N      | P      | Gf     | Gs     |
| ------------------- | ----- | ------ | ------ | ------ | ------ | ------ | ------ |
| Campionato          | 48    | 42     | 18     | 12     | 12     | 58     | 49     |
| FA Cup              | -     | 3      | 2      | 0      | 1      | 5      | 3      |
| Football League Cup | -     | 9      | 5      | 5      | 1      | 20     | 8      |
| Coppa delle Coppe   | -     | 4      | 2      | 2      | 0      | 34     | 1      |
| Totale              | -     | 58     | 27     | 19     | 14     | 117    | 61     |